# Hexaharnstoffchrom(III)-chlorid
Hexaharnstoffchrom(III)-chlorid ist eine Chromkomplexverbindung.

## Darstellung
Hexaharnstoffchrom(III)-chlorid kann aus Chrom(III)-chlorid und Harnstoff in salzsaurer Lösung hergestellt werden.

## Eigenschaften
Hexaharnstoffchrom(III)-chlorid liegt als grüne, nadelförmige Kristalle vor, die leicht löslich in Wasser sind.  Bei Erhitzung zersetzt sich die Verbindung.